# Sremsko kraljestvo
Sremsko kraljestvo (starosrbsko srѣmьska zemlѩ, Sremska zemlja) ali Kraljestvo Štefana Dragutina (srbsko Област Стефана Драгутина, Oblast Stefana Dragutina) je bilo srednjeveško srbsko kraljestvo. Na začetku je bilo vazal Ogrskega kraljestva, po razpadu centralne oblasti v Ogrskem kraljestvu  pa je postalo neodvisno. V njem sta vladala kralja Štefan Dragutin (1282–1316) in njegov sin Štefan Vladislav II. (1316–1325). Kraljestvo je obsegalo Spodnji Srem (zdaj Mačva) in sosednje pokrajine. Prva prestolnica kraljestva je bil Debrc med Beogradom in Šabcem, kasneje pa Beograd. 

## Ozemlje
V srednjem veku je naziv Srem  pomenil obsežno ozemlje ob reki Savi.  Ozemlje severno od Save je bilo Gornji Srem (zdaj Srem), južno od nje pa Spodnji Srem (zdaj Mačva). Središče kraljestva je bila Mačva, obsegalo pa je tudi Beograd, del Šumadije z Rudnikom ter grofije (župe) Podrinje, Usora, Soli, Braničevo in Kučevo. Po mnenju več srbskih zgodovinarjev (Dejan Mikavica, Stanoje Stanojević, Aleksa Ivić, Milojko Brusin in drugi) je kraljestvo posedovalo tudi Gornji Srem.

## Zgodovina
Štefan Dragutin je bil od leta 1276 do 1282 kralj Srbije. Leta 1282 si je na lovu zlomil nogo in zbolel, zato je na zboru v Deževu leta 1282  prestol prepustil mlajšemu bratu Štefanu Milutinu. Zase je obdržal severne dele kraljestva (Rudnik in del župe Podrinje).  Ko se je njegov sin Vladislav poročil s sorodnico ogrskega kralja Ladislava IV., mu je kralj prepustil banovine Só (Soli), Ózora (Usora) in Macsó (Mačva) z Beogradom.  Vladal je kot ogrski vazal, po propadu centralne ogrske oblasti pa kot neodvisen kralj. Njegova prva prestolnica je bil Debrc med Beogradom in Šabcem, potem pa Beograd. Bil je prvi srbski vladar, ki je vladal iz Beograda.
Okoli leta 1291 je s pomočjo brata Milutina k svojemu kraljestvu priključil Braničevo in Kučevo, kjer sta vladala nedavno osamosvojena bolgarska vladarja Drman in Kudelin.  Pokrajini sta prvič v zgodovini postali del srbske države. Priključitev je verjetno sprožila vojno med Šišmanom Vidinskim in Milutinom.
Štefan Dragutin se je proti koncu življenja odmaknil od svojih ogrskih prijateljev in utrdil vezi s Srbijo. Kasneje je odšel s samostan in leta 1316 umrl. Pokopan je v samostanu Jurijevi stebri pri Novem Pazarju. 
Po smrti je njegovo kraljestvo prevzel sin Vladislav. Leta 1319 ga je stric Milutin napadel in aretiral in zasegel njegovo ozemlje. Po Milutinovi smrti leta 1321 je bil Vladislav s pomočjo Ogrov in bosanskega bana Štefana II. osvobojen in je ponovno prevzel oblast. Privrženci Milutinovega naslednika Štefana Dečanskega so ga leta 1324 porazili in prisilili na beg na Ogrsko. Vladislavov nečak, bosanski ban Štefan II., je pokrajini Soli in Usora priključil k Bosni, Beograd in severna Mačva sta bila vključena v Ogrsko kraljestvo, Braničevo in južni del Mačve pa sta ostala srbska. Srbija in Ogrska sta se za Mačvo vojskovali še celo stoletje.

## Vladarja
| Slika | Ime                  | Vladanje  | Komentar |
| ----- | -------------------- | --------- | --- |
|       | Štefan Dragutin      | 1282–1316 | Sin Štefana Uroša I. Po bitki pri Gacku je s pomočjo ogrske vladarske hiše odstavil očeta. Leta 1282 je bil poškodovan in prepustil vrhovno oblast mlajšemu bratu Milutinu, vendar je še vedno vladal na ozemlju, ki je kasneje postalo Sremsko kraljestvo s prestolnico Beograd. Milutin je okrepil odnose z Bizantinskim cesarstvom in zavrnil predajo oblasti sinu Vladislavu II., kar je povzročilo delitev kraljestva. Dragutin je še naprej vladal na severni meji v zavezništvu z Ogrskim kraljestvom, v zadnjih letih vladanja pa se je ponovno združil s Srbijo, uradno kot njen vazal. |
|       | Štefan Vladislav II. | 1316–1325 | Sin Štefana Dragutina. |